# Relações entre Malta e Portugal
As relações entre Malta e Portugal são as relações diplomáticas estabelecidas entre a República de Malta e a República Portuguesa. Malta tem uma embaixada em Lisboa e 4 consulados honorários (Algarve, Açores, Lisboa e Porto).  Portugal tem um consulado honorário em Valletta. Ambos os países são membros da União Europeia e da União para o Mediterrâneo.
Eddie Fenech Adami, Presidente de Malta visitou Portugal em 11 de novembro de 2008. O presidente Adamia fez uma visita de dois dias a Portugal em junho de 2009. Durante a sua visita teve contactos com o presidente de Portugal, Aníbal Cavaco Silva, com o primeiro-ministro José Sócrates, e com o presidente da Assembleia da República Jaime Gama.